# 모세 (미켈란젤로)

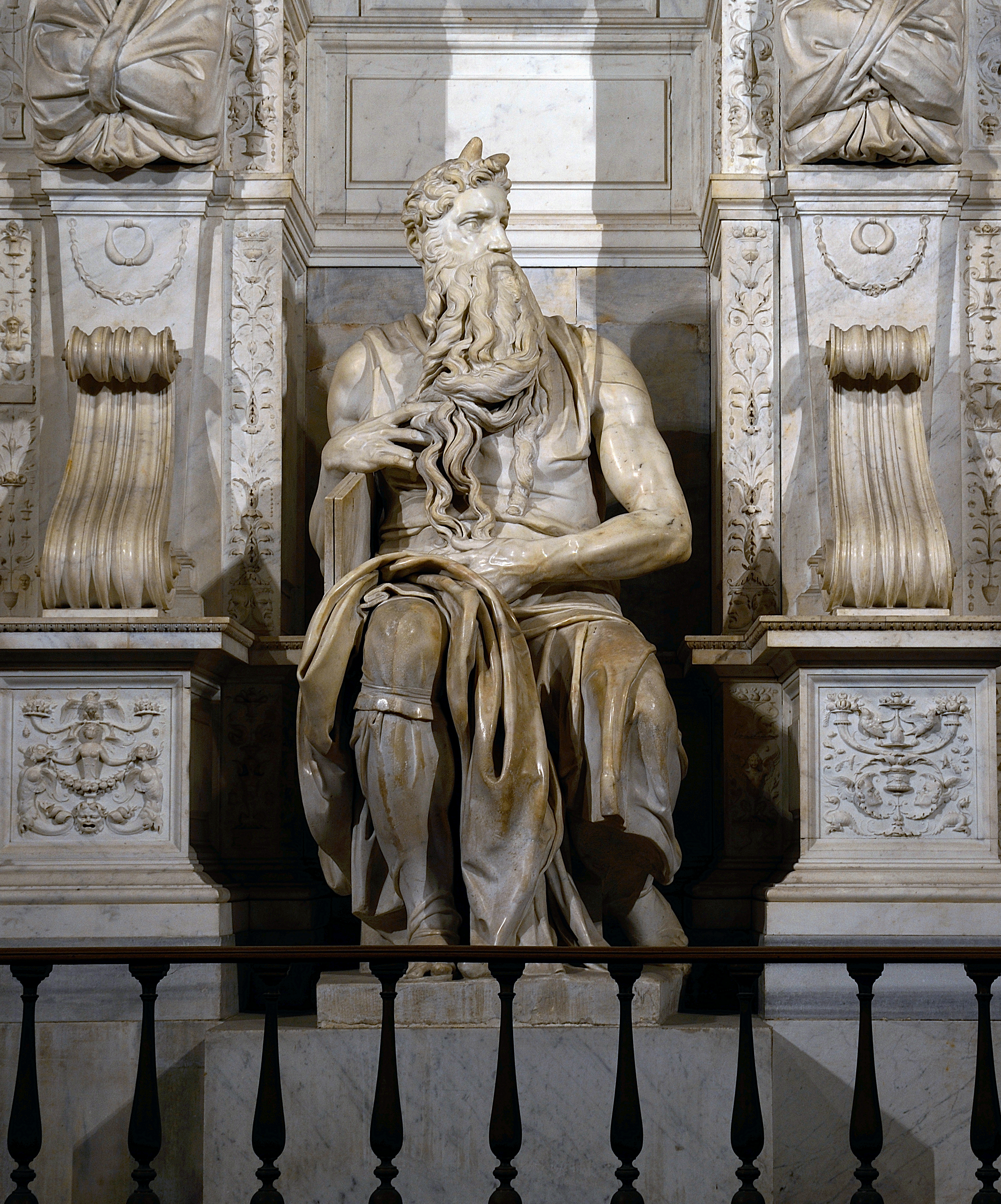

모세(이탈리아어: Mosè)는 이탈리아의 르네상스 조각가 미켈란젤로의 조각상이다. 로마 산 피에트로 인 빈콜리 성당에 위치해 있다. 1505년 교황 율리오 2세가 자신의 묘를 위해 주문된 이 상은 성경 인물 모세를 묘사하고 있다.
1505년에 주문된 이 동상은 1515년 완성된 뒤 1545년 수정 작업을 거쳤고 율리오 2세는 1513년 사망했다.